# Кальтенеггер, Эрнест
Эрнест Кальтенеггер (нем. Ernest Kaltenegger, род. 28 ноября 1949 года, Рётш, Обдах, Штирия, Австрия) — австрийский политический деятель, член Коммунистической партии Австрии (KPÖ). Депутат ландтага Штирии (2005—2010), первый коммунист с 1970 года, который смог избраться в парламент. Почётный гражданин Граца (2023).

## Биография
Родился в бедной семье. Учился и начал трудовую деятельность в Stadtwerke Judenburg в городе Юденбург, там же вступил в Социалистическую молодёжь Австрии (SJÖ) — молодёжную организацию Социалистической партии Австрии. С 1965 по 1968 год возглавлял местное отделение SJÖ в Обдахе, в 1970—1971 годах — окружное отделение SJÖ в Юденбурге.
В 1972 году переехал в Грац, где вышел из SJÖ и перешёл в молодёжную организацию Коммунистической партии, в том же году возглавил местное отделение Коммунистической молодёжи Австрии.
С 1981 по 2005 год — депутат городского совета Граца, в 1998—2005 годах также советник по жилищным вопросам городского правительства (первый коммунист после Второй мировой войны на этой должности). Запомнился тем, что лично помогал жителям решать бытовые вопросы (вплоть до того, что мог прийти «с плоскогубцами для труб», чтобы помочь устранить аварию), ездил на работу на трамвае и отдавал на нужды города излишки зарплаты, превышающие прожиточный минимум, чем значительно способствовал росту популярности KPÖ в Граце.
С 1998 года Кальтенеггер пожертвовал более половины своего дохода на социальные нужды, о чём отчитывался раз в год в так называемый «День открытых счетов», ввёл это мероприятие в практику городской организации KPÖ.
В 2005 году возглавил список KPÖ на выборах в ландтаг Штирии, на которых коммунисты получили 6,34 % голосов (4 мандата из 56) и таким образом впервые с 1970 года приобрели политическое представительство на уровне земельных парламентов. Преемницей Кальтенеггера на постах советника по жилищным вопросам и руководителя партийной организации KPÖ в Граце стала Эльке Кар.
30 марта 2009 года объявил, что уходит из политики, в качестве причин назвав проблемы со здоровьем и необходимость «появления нового импульса».
Атеист.
В разводе, есть ребёнок.
О Кальтенеггере снят документальный фильм 2006 года Der Kommunist (режиссер Марк Баудер).